# Joshua Bolten

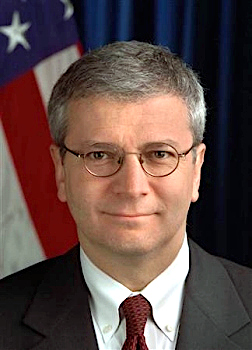
Joshua Bolten

Joshua Brewster Bolten (* 16. August 1955) ist ein US-amerikanischer Politiker.
Bolten diente unter US-Präsident George W. Bush vom 14. April 2006 bis zum 20. Januar 2009 als Stabschef des Weißen Hauses. Mit seiner Ernennung löste er Andrew Card ab. Bolten ist Republikaner und arbeitete vor seiner politischen Tätigkeit für die amerikanische Investmentbank Goldman Sachs. Von 2003 bis 2006 leitete er im Kabinett Bush die Haushaltsbehörde, das Office of Management and Budget.
Bolten hat das Young-Leader-Programm des deutschen elitären Netzwerks Atlantik-Brücke absolviert.